# Parlamentspräsident (Osttimor)

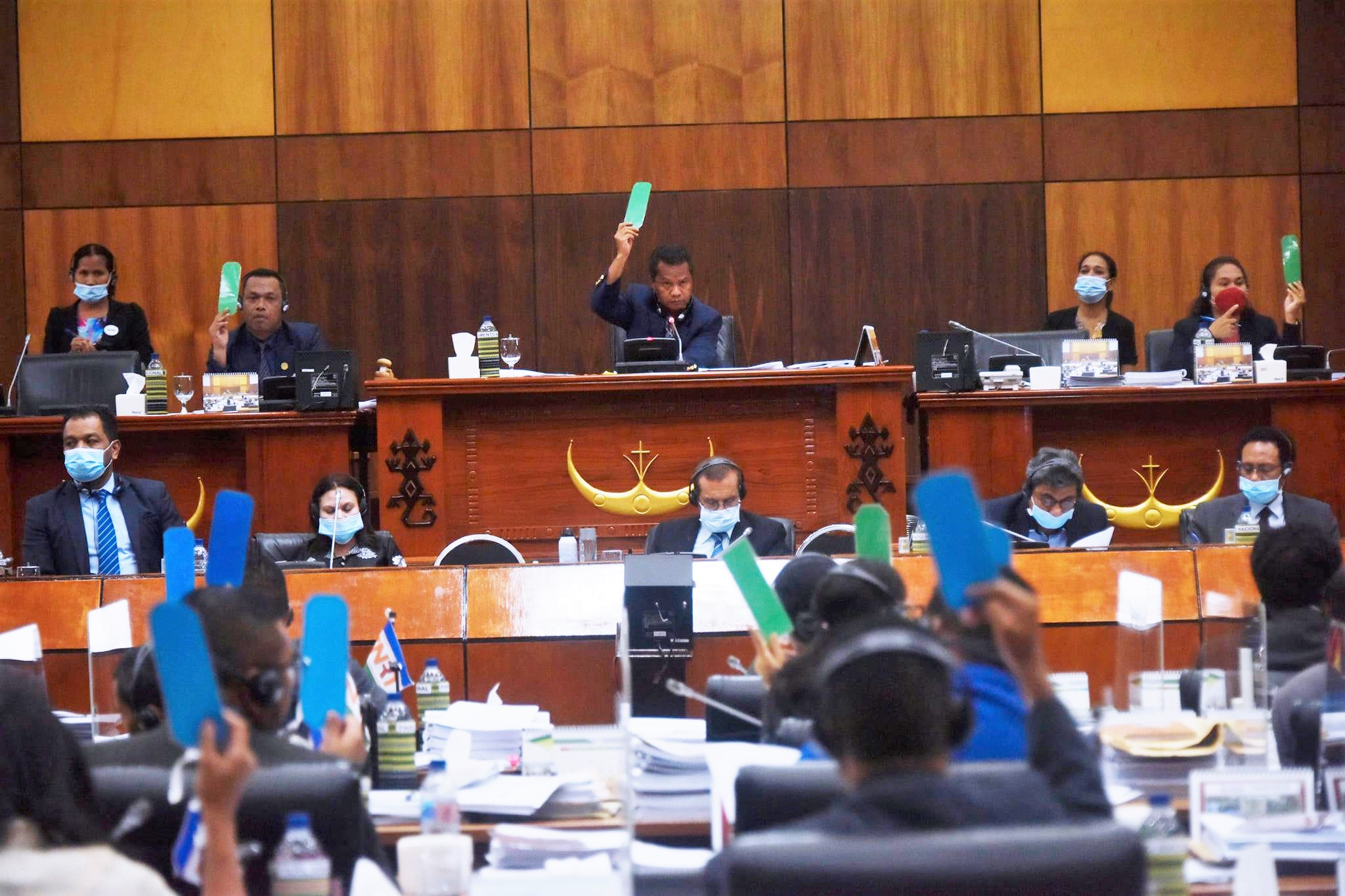
Das Präsidium im Nationalparlament Osttimors mit Kaibauk und Krokodilsymbolen (2020). Darunter die Regierungsbank.

Der Präsident des Nationalparlaments Osttimors (portugiesisch Presidente do Parlamento Nacional, tetum Prezidente Parlamentu Nasionál) ist der Vorsitzende und Sprecher des nationalen Parlaments Osttimors. Das Präsidium sitzt den Abgeordneten im Plenarsaal gegenüber in einer erhöhten Position. Vor dem Präsidium befindet sich unterhalb die Regierungsbank.

## Gesetzliche Grundlage

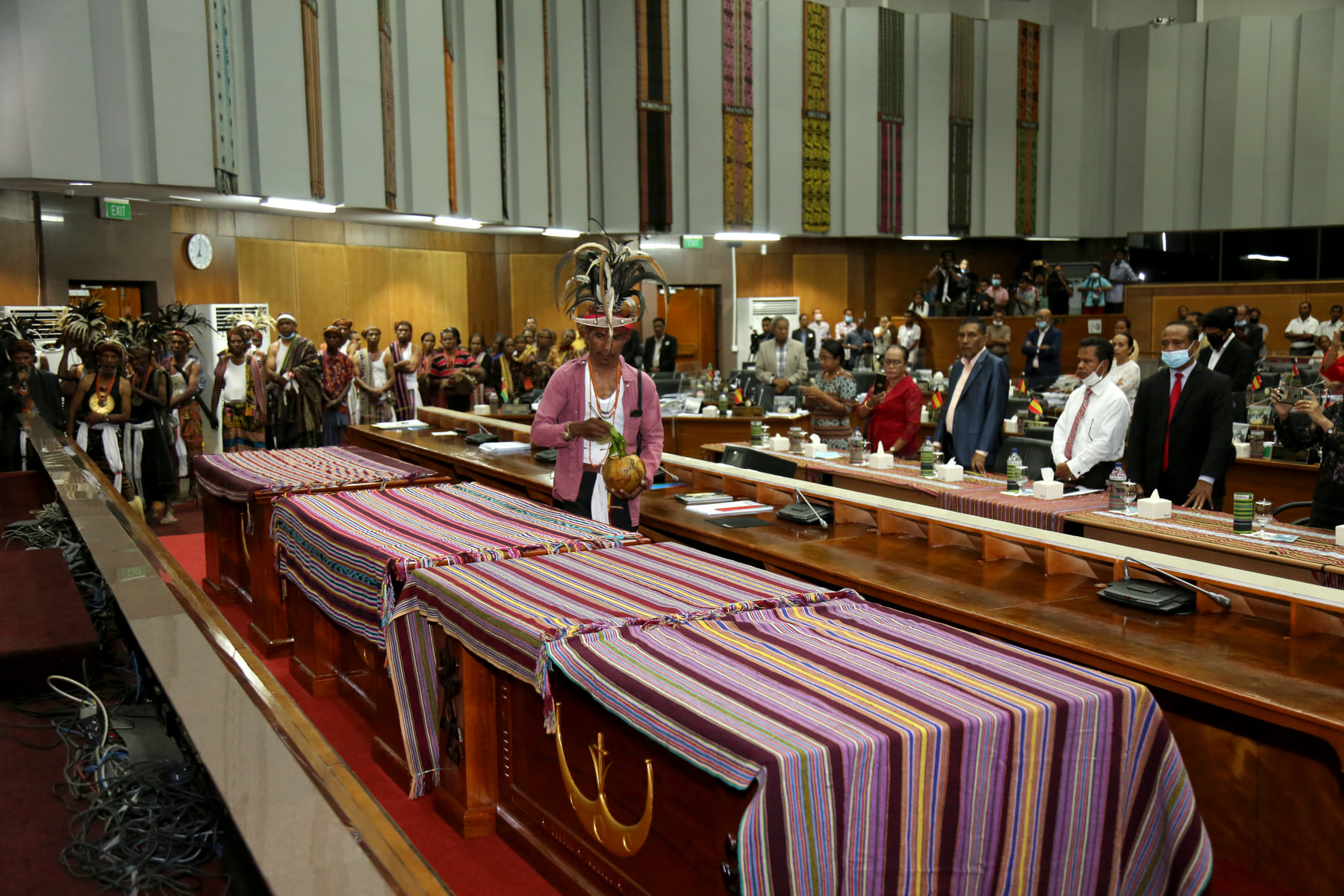
Segnung der neuen Pulte des Parlamentspräsidiums
(4. September 2020)

Der Parlamentspräsident, seine zwei Stellvertreter und das restliche Parlamentspräsidium aus Parlamentssekretär und seinen zwei Stellvertretern werden aus den Reihen der Abgeordneten durch das Nationalparlament selbst gewählt.
Nach der Verfassung Osttimors von 2002 darf der Parlamentspräsident nicht gleichzeitig Mitglied der Regierung, Staatspräsident, Präsident des Obersten Gerichts, Generalstaatsanwalt oder Präsident des Obersten Verwaltungsgericht, Finanz- und Rechnungshofs sein.
Von Amts wegen her ist der Parlamentspräsident Mitglied des Staatsrats. Er und seine beiden Stellvertreter gehören auch automatisch zur Ständigen Kommission, die tagt, wenn das Parlament nicht zusammenkommen kann.

## Aufgaben
Der Parlamentspräsident setzt die Sitzungen des Nationalparlaments an und leitet diese. Er nimmt leitet die Vereidigung des Staatspräsidenten. Falls der Staatspräsident stirbt, zurücktritt oder dauerhaft von der Ausübung seines Amtes verhindert ist, übernimmt der Parlamentspräsident dessen Funktionen solange, bis der Staatspräsident wieder die Amtsgeschäfte führen kann oder ein Nachfolger gewählt wurde. In dieser Phase ruht das Abgeordnetenmandat des Parlamentspräsidenten. Die Leitung des Parlamentes führt solange sein Stellvertreter.
Der Parlamentspräsident kann beim Obersten Gericht die Prüfung von Umständen und Gesetze auf Verfassungskonformität beantragen.

## Liste der Mitglieder des Parlamentspräsidiums

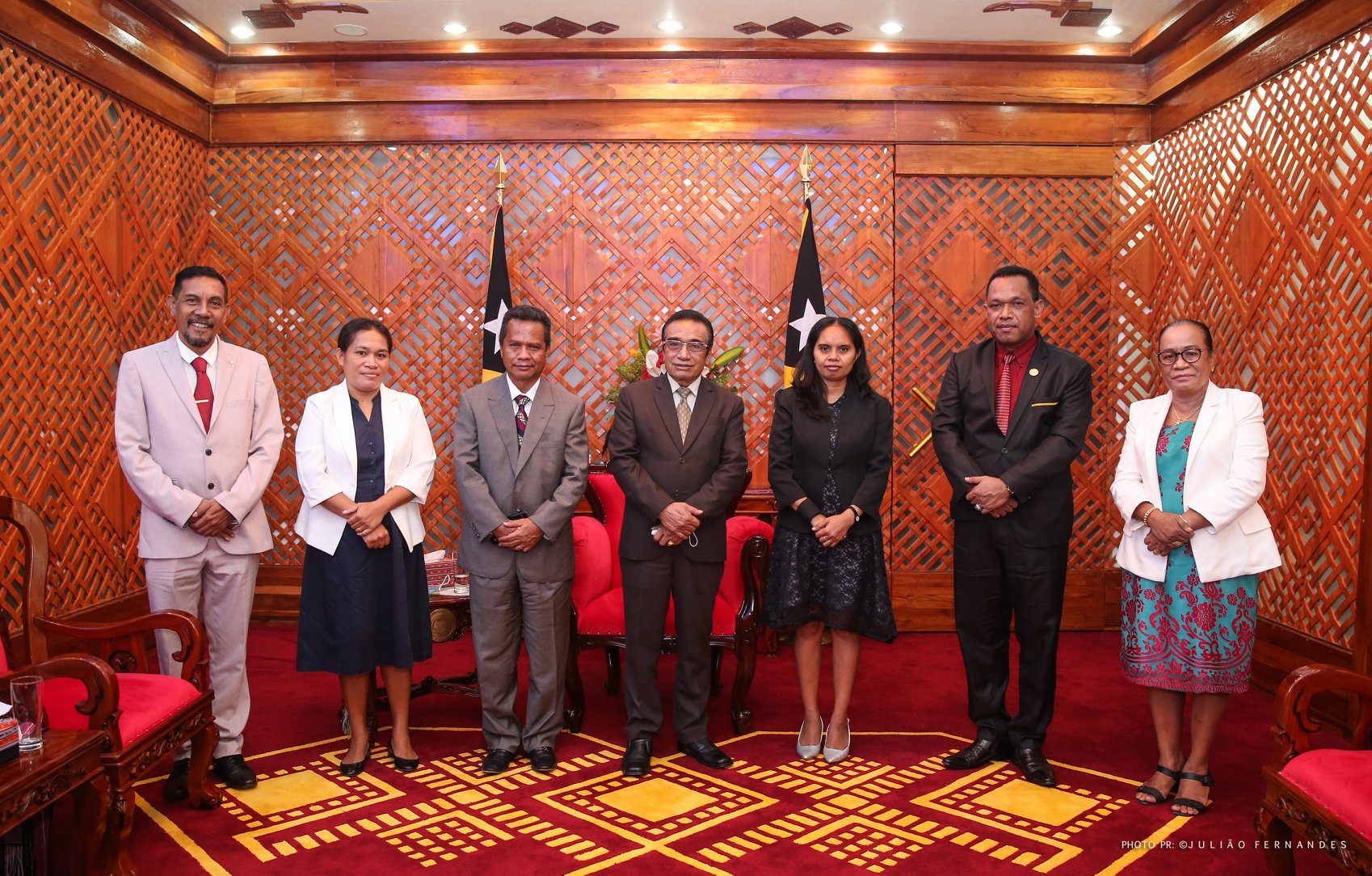
Die Mitglieder des Parlamentspräsidiums von 2020 bei Staatspräsident Francisco Guterres

| Präsidenten des Nationalparlaments |                                   |           |
| Bild                               | Name                              | Amtszeit  |
|                                    | Francisco Guterres (FRETILIN)     | 2001–2007 |
|                                    | Fernando de Araújo (PD)           | 2007–2012 |
|                                    | Vicente da Silva Guterres (CNRT)  | 2012–2016 |
|                                    | Adérito Hugo da Costa (CNRT)      | 2016–2017 |
|                                    | Aniceto Guterres Lopes (FRETILIN) | 2017–2018 |
|                                    | Arão Noé da Costa Amaral (CNRT)   | 2018–2020 |
|                                    | Aniceto Guterres Lopes (FRETILIN) | 2020–2023 |
|                                    | Maria Fernanda Lay (CNRT)         | seit 2023 |

| Stellvertretende Präsidenten des Nationalparlaments |                                     |           |      |                                   |           |
| Bild                                                | Erster Stellvertreter               | Amtszeit  | Bild | Zweiter Stellvertreter            | Amtszeit  |
|                                                     | Arlindo Marçal (PDC)                | 2001–2002 |      | Francisco Xavier do Amaral (ASDT) | 2001–2007 |
| ?                                                   | ?                                   | 2002–2007 |      | Francisco Xavier do Amaral (ASDT) | 2001–2007 |
|                                                     | Vicente da Silva Guterres (CNRT)    | 2007–2012 |      | Maria da Paixão da Costa (PSD)    | 2007–2012 |
|                                                     | Adérito Hugo da Costa (CNRT)        | 2012–2016 |      | Adriano do Nascimento (PD)        | 2012–2016 |
|                                                     | Eduardo de Deus Barreto (CNRT)      | 2016–2017 |      | Duarte Nunes (CNRT)               | 2016–2017 |
|                                                     | Júlio Sarmento da Costa (PD)        | 2017–2018 |      | António Verdial de Sousa (KHUNTO) | 2017–2018 |
|                                                     | Maria Angelina Lopes Sarmento (PLP) | 2018–2020 |      | Luís Roberto da Silva (KHUNTO)    | 2018–2020 |
|                                                     | Maria Angelina Lopes Sarmento (PLP) | 2020–2023 |      | Luís Roberto da Silva (KHUNTO)    | 2020–2023 |
|                                                     | Maria Terezinha Viegas (CNRT)       | seit 2023 |      | Alexandre Afonso Nunes (PD)       | seit 2023 |

| Sekretäre des Nationalparlaments |                                              |           |      |                                              |             |                                   |                                          |                                |
| Bild                             | Sekretär                                     | Amtszeit  | Bild | Erster Stellvertreter                        | Amtszeit    | Bild                              | Zweiter Stellvertreter                   | Amtszeit                       |
| -                                | António Tilman Cepeda (FRETILIN)             | 2001–2002 |      | Judite Dias Ximenes (FRETILIN)               | 2001 – 2002 | -                                 | Maria Teresa Hono Lay Correia (FRETILIN) | 2001 – 2002                    |
| -                                | Francisco Carlos Soares (FRETILIN)           | 2002–2007 |      | Maria Terezinha Viegas (FRETILIN)            | 2002–2007   | -                                 | Rosária Corte-Real (FRETILIN)            | 25. Juni 2002 – September 2002 |
| -                                | Francisco Carlos Soares (FRETILIN)           | 2002–2007 | -    | Maria Terezinha Viegas (FRETILIN)            | 2002–2007   | Maria Avalziza Lourdes (FRETILIN) | September 2002 – 2007                    |                                |
|                                  | Maria Terezinha Viegas (CNRT)                | 2007–2012 |      | Maria da Costa Exposto (PSD)                 | 2007–2012   |                                   | Teresa Maria de Carvalho (PD)            | 2007–2012                      |
|                                  | Maria Fernanda Lay (CNRT)                    | 2012–2016 |      | Ângela Corvelo (CNRT)                        | 2012–2016   |                                   | Angelina Machado de Jesus (PD)           | 2012–2016                      |
|                                  | Maria Fernanda Lay (CNRT)                    | 2016–2017 |      | Ângela Corvelo (CNRT)                        | 2016–2017   |                                   | Domingas Álves da Silva (CNRT)           | 2016–2017                      |
|                                  | Angélica da Costa (FRETILIN)                 | 2017–2018 |      | Lídia Norberta dos Santos Martins (FRETILIN) | 2017–2018   |                                   | Elvina Sousa Carvalho (PD)               | 2017–2018                      |
|                                  | Maria Terezinha Viegas (CNRT)                | 2018–2020 |      | Isabel Maria Barreto Freitas Ximenes (FM)    | 2018–2020   |                                   | Regina Freitas (PLP)                     | 2018–2020                      |
|                                  | Lídia Norberta dos Santos Martins (FRETILIN) | 2020–2023 |      | António Maria Nobre Amaral Tilman (KHUNTO)   | 2020–2023   |                                   | Regina Freitas (PLP)                     | 2020–2023                      |
|                                  | Virgínia Ana Belo (CNRT)                     | seit 2023 |      | Maria Teresa da Silva Gusmão (PD)            | seit 2023   |                                   | Bendita Moniz Magno (CNRT)               | seit 2023                      |